# Nagorsk
Nagorsk (russisch Наго́рск) ist eine Siedlung städtischen Typs in der Oblast Kirow in Russland mit 4903 Einwohnern (Stand 14. Oktober 2010).

## Geographie
Der Ort liegt gut 100 km Luftlinie nordöstlich des Oblastverwaltungszentrums Kirow am rechten Ufer der Wjatka, wenig unterhalb der Einmündung der Kobra.
Nagorsk ist Verwaltungszentrum des Rajons Nagorski sowie Sitz und einzige Ortschaft der Stadtgemeinde Nagorskoje gorodskoje posselenije.

## Geschichte
Der Ort wurde 1595 gegründet und gehörte ab dem 18. Jahrhundert zum Ujesd Slobodskoi des Gouvernements Wjatka, zeitweise unter dem Namensform Nagorskoje.
Am 10. Juli 1929 kam der Ort zum neu geschaffenen Sinegorski rajon mit Sitz im fast 50 km nördlich gelegenen Dorf Sinegorje. Im Januar 1935 wurde Verwaltungssitz nach Nagorsk verlegt und der Rajon entsprechend umbenannt. 1965 erhielt der Ort den Status einer Siedlung städtischen Typs.

### Bevölkerungsentwicklung
| Jahr | Einwohner |
| ---- | --------- |
| 1939 | 1635      |
| 1959 | 2013      |
| 1970 | 4253      |
| 1979 | 5346      |
| 1989 | 5824      |
| 2002 | 5138      |
| 2010 | 4903      |

Anmerkung: Volkszählungsdaten

## Verkehr
Nach Nagorsk führt die der Wjatka folgende Regionalstraße 33N-190, die in Slobodskoi von der 33R-003 abzweigt, die Kirow mit der Grenze zur Region Perm (weiter als 57K-0057 zur föderalen Fernstraße A153 Nytwa – Kudymkar) verbindet.
Im 75 km in südwestlicher Richtung entfernten Slobodskoi befindet sich auch die nächstgelegene Bahnstation, Endpunkt einer Nebenstrecke von Kirow an der Transsibirischen Eisenbahn.